# Nakula multicolor
Nakula multicolor är en insektsart som beskrevs av William Lucas Distant 1918. Nakula multicolor ingår i släktet Nakula och familjen dvärgstritar. Inga underarter finns listade i Catalogue of Life.